# Stade municipal de Gdynia
Pour les articles homonymes, voir Stade municipal.
Le stade municipal de Gdynia (Stadion GOSiR en polonais) est un stade polonais de football situé à Gdynia, en Pologne. Propriété de la ville, et d'une capacité de 15 139 places, il est utilisé pour les rencontres à domicile de l'Arka Gdynia, le club principal de la ville et pensionnaire actuellement de deuxième division.
La nouvelle enceinte modernisée est prête pour l'emploi depuis le début de l'année 2011.

## Historique

### La construction et son utilisation

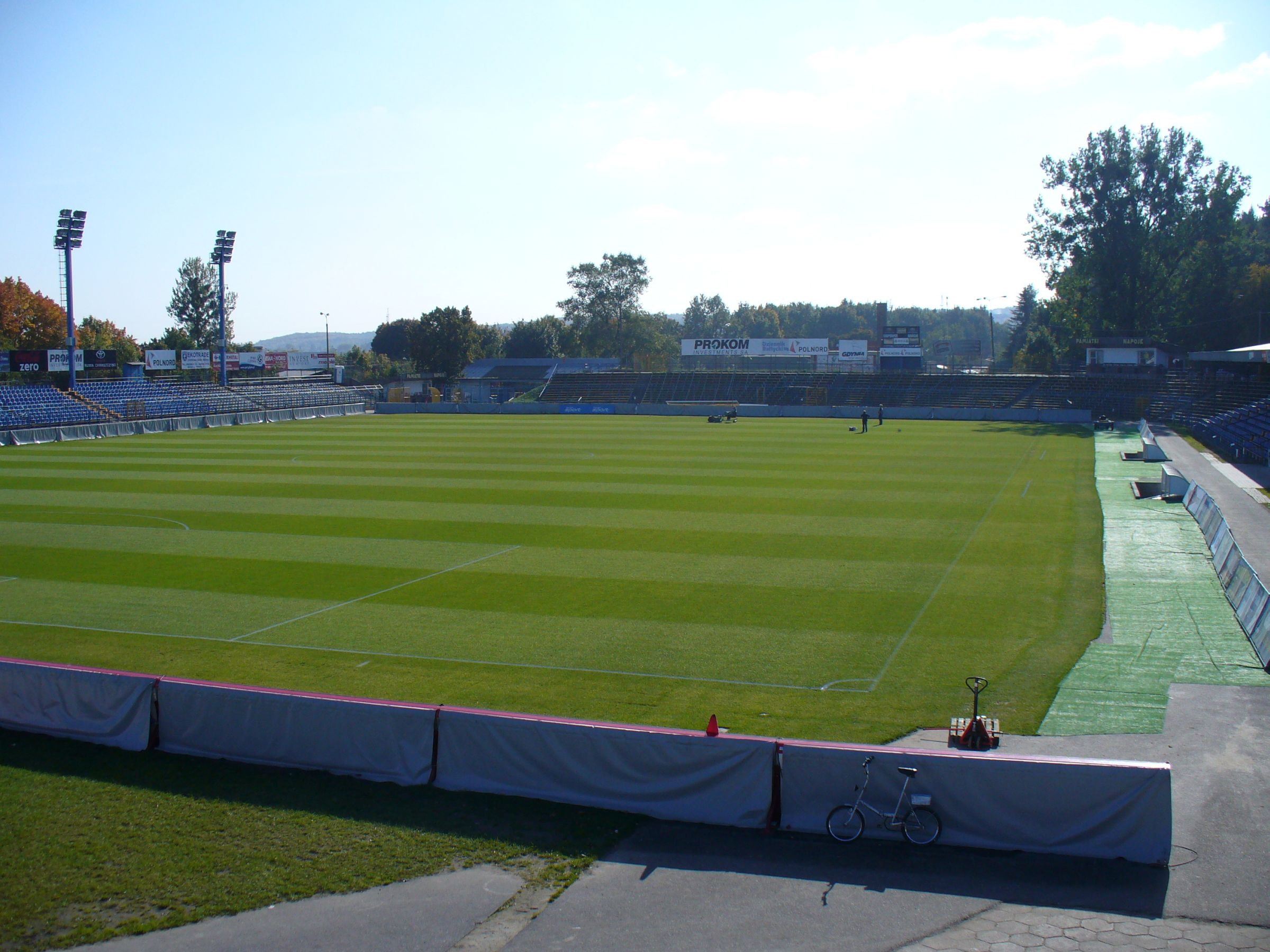
Le stade municipal en 2008.

Le stade commence à se construire en 1937, sous l'impulsion de la mairie de Gdynia, et se termine un an plus tard. Il est alors utilisé par le Bałtyk Gdynia, le club le plus important de la cité baltique lors de l'entre-deux-guerres. Durant de nombreuses années, le stade n'accueille que des rencontres de faible importance, mais voit au début des années 1960 le Bałtyk prendre de l'importance. C'est à ce moment que le chantier naval de Gdynia décide de financer la rénovation de l'enceinte, qui est rouverte en 1964. L'équipe de Gdynia, qui a vu son rival de l'Arka la dépasser, monte en puissance et atteint la première division en 1980. Le stadion GOSiR reçoit alors les plus grandes équipes du pays pendant une dizaine d'années, mais est également le lieu de grands derbys entre les deux clubs de la ville et de rencontres européennes. Avec la relégation du Bałtyk, due en partie à des problèmes financiers et de gestion, la passion retombe un peu rue Olimpijska. Le 21 août 1991, le stade accueille pour la première fois l'équipe nationale polonaise, qui affronte la Suède en match amical. Grâce à Wojciech Kowalczyk et Mirosław Trzeciak, les Polonais l'emportent sur le score de deux buts à zéro. 

### Devient la terre d'accueil de l'Arka Gdynia
En proie également à de grosses difficultés financières, l'Arka Gdynia doit déménager dans les années 2000, après avoir cédé son stade de la rue Ejsmonda à la ville en 1993, son offre de rachat n'ayant pas été retenue par la municipalité qui a préféré celle du club de tennis. Le stade municipal est alors proposé aux dirigeants de l'Arka, qui faute d'autre chose acceptent de faire cohabiter les deux clubs de football. Durant de nombreuses années, les habitants de Gdynia assistent à des rencontres de faible niveau, les deux équipes évoluant à de bas échelons du football polonais. Cependant, l'Arka redevient la place forte de la ville, attire le plus grand nombre de personnes et remonte en première division en 2005.

### 2009-2011: le nouveau stade
Suivant la plupart des villes polonaises, poussées par l'attribution de l'Euro 2012 au duo Pologne - Ukraine, Gdynia décide de moderniser son stade courant 2008. L'année suivante, le 30 octobre, les travaux commencent et les deux équipes de la mer Baltique déménagent au stade national de rugby. Pas trop imposante et donc pas trop coûteuse, la modernisation dure un peu plus d'une année, et porte la capacité totale du stade à 15 139 places. Mais deux problèmes apparaissent durant ce court laps de temps, et retardent de quelques semaines le chantier. D'une part, l'appropriation de l'enceinte par l'Arka est fortement contestée par les supporters du Bałtyk Gdynia, qui réussissent finalement à faire retirer la plaque « stade de l'Arka Gdynia » à l'entrée et à modifier une partie des sièges, initialement jaunes et bleus et devenus blancs dans la tribune présidentielle. D'autre part, le toit est critiqué par les observateurs, qui le jugent trop court et donc pas totalement couvrant, ainsi que les piliers qui le soutiennent, qui limitent la visibilité des spectateurs situés en haut des tribunes. De plus, les fortes chutes de neige qui touchent la Pologne ralentissent les travaux, qui prennent finalement fin en février 2011.

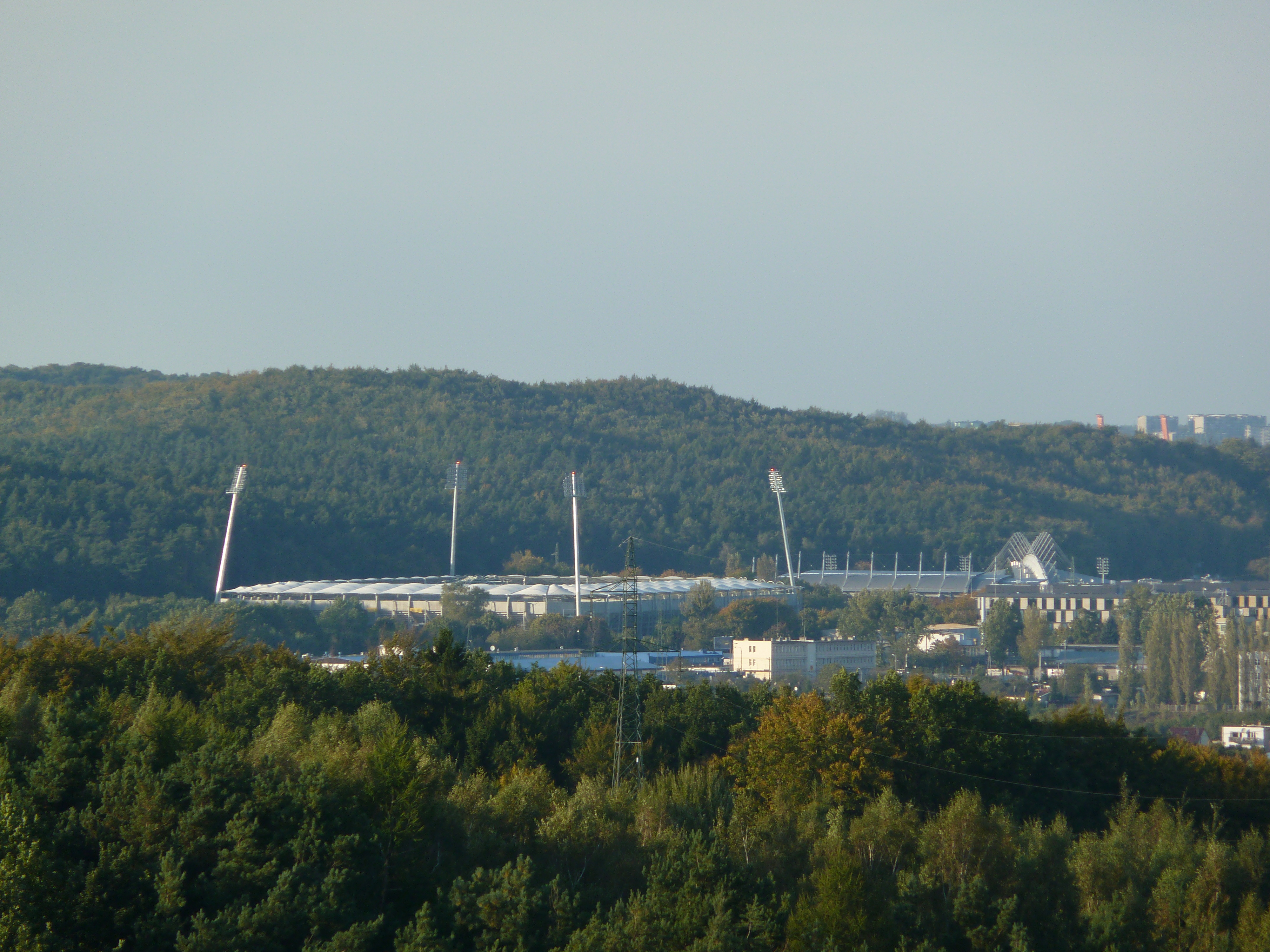
Le stade depuis la tour Kolibkach.

Prévue au départ pour le 5 mars, l'inauguration du stade est aussi sujette à controverse. En effet, alors que le Lech Poznań, club « ami », devait affronter l'Arka dans la nouvelle enceinte lors de la dix-septième journée, le report de la manche précédente en 2010 pour cause de mauvaises conditions climatiques conduit l'organisteur du championnat, Ekstraklasa SA, à la programmer une semaine avant ce fameux match. Or, cette journée oppose Gdynia au Wisła Cracovie, l'un des « ennemis » du club, dont « les supporters gâcheraient l'esprit de fête » et « ne peuvent pas partager notre bonne humeur » selon le maire de la ville. Les dirigeants du club décident donc de trouver un adversaire avant cette date pour l'affronter en match amical et parviennent à trouver un accord avec le club bulgare du Beroe Stara Zagora, qualifié pour la Ligue Europa 2010-2011 et unique adversaire de l'Arka en compétition européenne.
Le 19 février 2011, devant un peu plus de treize mille neuf cents personnes, le club polonais inaugure son stade flambant neuf et s'arrache pour obtenir le match nul en toute fin de match, grâce au Congolais Emil Noll et à son coup de tête. 
Le stade étant plus grand et plus moderne, ses coûts d'utilisation augmentent considérablement, ce qui oblige le Bałtyk Gdynia à changer de domicile, les finances du club ne permettant pas de continuer à y jouer. 
Devant huit mille personnes en moyenne, l'Arka Gdynia ne parvient pas à se sortir de la zone de relégation, et finit sa saison à l'avant-dernière place.